# Xylocopa punctilabris
Xylocopa punctilabris är en biart som beskrevs av Morawitz 1894. Xylocopa punctilabris ingår i släktet snickarbin, och familjen långtungebin. Inga underarter finns listade i Catalogue of Life.